# ゲパルト自走対空砲
ゲパルト（Gepard; ドイツ語でチーター）は、西ドイツが開発・製造した自走式対空砲。「対空戦車」を意味するFlakpanzerと表記される。

## 概要
西ドイツが使用していたアメリカ製のM42ダスター自走高射機関砲の後継車として1965年に開発が開始され、1973年より西ドイツ陸軍（現：ドイツ連邦陸軍）に配備が開始された。西ドイツに約400両が配備された他、オランダ、ベルギーにも輸出された。オランダ型は当初「チーター」という名称だったが、後に「シーザー」に変更された。
レオパルト1主力戦車の車台に、スイスのエリコン社製35mm対空機関砲KDA1基と発煙弾発射機4基ずつを左右両側面に装備した砲塔を搭載している。砲塔後上方にレーザー測距機付きKuバンド捜索レーダー（距離15km）と砲塔前面にSバンドの追尾レーダー（距離15km）を持ち、追尾レーダーで1目標を追尾し捜索レーダーで他目標の捜索も可能となっている。射撃管制装置は初期はアナログ式コンピュータだったが、近代化改修によりデジタル式コンピュータへ変更するなど、高精度な対空射撃が可能となっている。
2000年代以降は、携行できる対空ミサイルや砲塔を積んだ歩兵機動車が普及、自走式対空砲の存在理由は低下したが、2020年代以降は低速のドローンや巡航ミサイルの迎撃対策として注目されるようになった。2022年ロシアのウクライナ侵攻では、ウクライナがドイツに対し、ドローン対策としてゲパルトの供与を要求。
2022年7月よりウクライナ軍に供与された車両は、ロシア軍のドローンや巡航ミサイルの迎撃で実際に戦果を挙げている。
オランダ軍仕様は、捜索レーダーがX/Kaバンド（距離13km）の長方形型に、追尾レーダーがXバンド（距離15km）の自国製に変更され、砲塔側面の発煙弾発射機も片側6基に増えている。
性能が向上した攻撃ヘリコプターの対戦車ミサイルによる攻撃は、35mm機関砲の射程外から行われる可能性があり、これに対抗するため、ゲパルトの右側の35mm機関砲側面に2発のFIM-92 スティンガー地対空ミサイルを取り付けて運用できるハイブリッドシステムが開発されている。
レーダー配置などには特許があり、日本の87式自走高射機関砲は、これに抵触しないよう設計された。

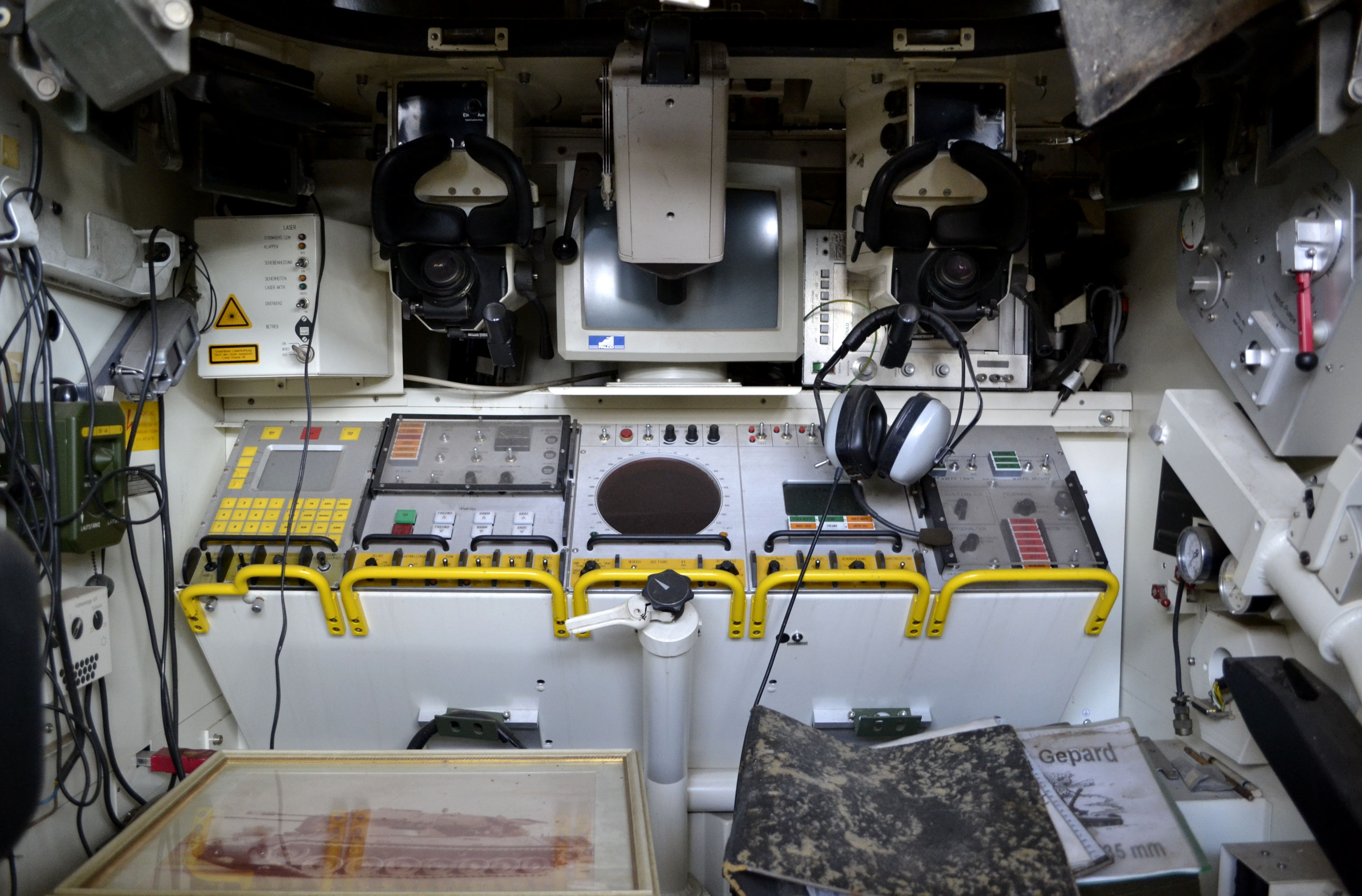
射撃シミュレーター
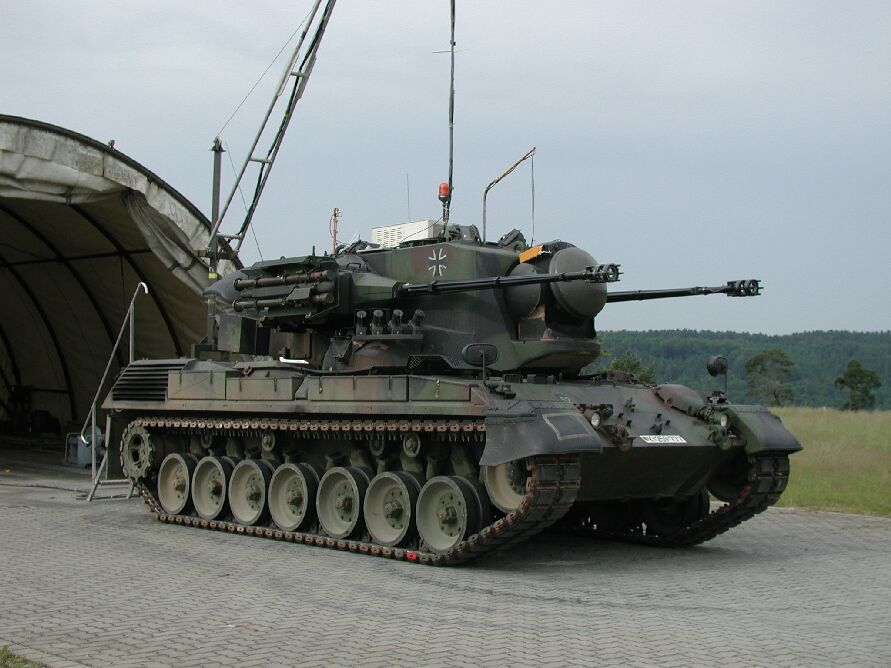
右側の機関砲にスティンガーミサイルを装備した状態

## 比較
|          | ゲパルト     | 87式         | マークスマン | 95式                | K30                    | ツングースカ             | 09式               |
| -------- | ------------ | ------------ | ------------ | ------------------- | ---------------------- | ------------------------ | ------------------ |
| 画像     |              |              |              |                     |                        |                          |                    |
| 全長     | 7.68 m       | 7.99 m       | 6.20 m       | 6.71 m              | 6.77 m                 | 7.93 m                   | 6.70 m             |
| 全幅     | 3.71 m       | 3.18 m       | 3.60 m       | 3.2 m               | 3.3 m                  | 3.24 m                   | 3.2 m              |
| 全高     | 3.29 m       | 4.40 m       | 不明         | 3.4 m 4.82 m        | 4.065 m                | 3.36 m 4.01 m            | 3.4 m 4.82 m       |
| 重量     | 47.5 t       | 38.0 t       | 41.0 t       | 22.5 t              | 25.0 t                 | 34.0 t                   | 35.0 t             |
| 武装     | 35mm機関砲×2 | 35mm機関砲×2 | 35mm機関砲×2 | 25mm機関砲×4 QW-2×4 | 30mm機関砲×2 神弓×不明 | 30mm連装機関砲×2 9M311×4 | 35mm機関砲x2 SAMx4 |
| 最高速度 | 65 km/h      | 53 km/h      | 52 km/h      | 53 km/h             | 60 km/h                | 65 km/h                  | 55 km/h            |
| 乗員数   | 3名          | 3名          | 3名          | 4名                 | 3名                    | 4名                      | 3名                |

## 運用と戦歴
2023年現在、実戦で使用されたのは、2022年からのロシアのウクライナ侵攻に際してウクライナ軍に譲渡された、ドイツ連邦軍の退役車両のみである。低速で飛来するドローンを迎撃する動画も撮影されている。ウクライナ軍統合軍司令官セルヒイ・ナエフ中将は、ロシア軍による首都キーウを狙った自爆ドローン攻撃に対し、ゲパルト自走対空砲が目覚ましい活躍をしていると評価している。

## 運用国

### 現在
- ブラジル

ドイツ連邦軍から余剰分36両の供与を受けた。
- ヨルダン

退役したオランダの余剰機から60両を2,100万USドルで譲り受けた。
- カタール

2020年12月、カタールへのゲパルト自走対空砲計15両の輸出ライセンスが発行されたことが発表された。さらに、スペアパーツとして自動砲4門、発射管30本、弾薬16,000発、ブリーチブロック45個が納入される予定。カタールは、2022 FIFAワールドカップ期間中、テロリストによるドローン攻撃の可能性に対抗するため、ゲパルトを使用する計画であるとされていた。
2023年時点で、15両のゲパルトを保有している。
- ルーマニア[7]

ドイツから43両（32両＋部品取り11両）を購入。すべてドイツ連邦軍のストックである。
- ウクライナ

2022年4月26日、ドイツ政府はクラウス＝マッファイ・ヴェクマンに対し、ゲパルト自走対空砲50両をウクライナに譲渡する権限を付与、同年7月から引き渡しが開始された。

### 過去
- ドイツ

元々ドイツ連邦軍向けに377両製造、その内94両が2010年まで使用された。現在はヴィーゼル２･LeFlaSys（leichtes Flugabwehrsystem：軽防空システム）に置き換わるまで保管されている。
- ベルギー

55台納入、退役済み。
- チリ

元使用国。2008年に4台納入され、2011年1月に返還された。元々はドイツ連邦軍で運用されていた機材である。オーバーホール・アップグレード費用高騰のため、30台の発注がキャンセルされた。
- オランダ

95台納入、2006年までに退役し、保管中である。

## 登場作品

### 映画
『FUTURE WAR 198X年』
レオパルト2と共にワルシャワ条約機構軍の攻撃機を撃墜する。

### ゲーム
『エースコンバット7』
オーシア国防陸軍が運用している。
『War Thunder』
ドイツ陸軍ツリーのランク6に対空車輌という分類で登場する。
『メタルマックス2』
タイシャーの神社に、戦神様として祭られている。主人公が入手し乗ることも可能。